# Music of My Mind
Music of My Mind är ett musikalbum av Stevie Wonder, släppt i mars 1972 på Motown. Albumet var det första där Wonder av skivbolaget tilläts utöva full kreativ kontroll och präglas även av en framträdande användning av synthar. "Superwoman (Where Were You When I Needed You)" och "Keep on Running" blev de största hitarna från albumet.

## Låtlista
Låtar utan angiven upphovsman skrivna av Stevie Wonder.
1. "Love Having You Around" (Stevie Wonder/Syreeta Wright) - 7:23
2. "Superwoman (Where Were You When I Needed You)" - 8:07
3. "I Love Every Little Thing About You" - 3:55
4. "Sweet Little Girl" - 4:59
5. "Happier Than the Morning Sun" - 5:18
6. "Girl Blue" (Stevie Wonder/Syreeta Wright) - 3:36
7. "Seems So Long" - 4:22
8. "Keep on Running" - 6:40
9. "Evil" (Stevie Wonder/Syreeta Wright) - 3:33